# Chelín somalilandés
El chelín somalilandés (SlSh) es la moneda oficial de la república declarada independiente de facto de Somalilandia, que ha sido un estado soberano no reconocido por la comunidad internacional desde 1991.

## Historia
El chelín somalilandés entró en vigencia el 18 de octubre de 1994 a una tasa de cambio de 100 chelines somalíes = 1 chelín de Somalilandia. El signo monetario de Somalia dejó de ser aceptado como moneda de curso legal el 31 de enero de 1995 en todo el territorio somalilandés. De todas formas, aun cuando las autoridades han prohibido el uso de la moneda somalí, la moneda oficial de Somalia se sigue utilizando en varias localidades fronterizas.

## Monedas
Se han acuñado monedas en denominaciones de 1, 5, 10 y 20 chelines. En 1994 se introdujeron monedas de 1 chelín, en 2002 se agregaron monedas de 5 y 10 chelines. Finalmente, en 2005, se agregó el valor de 20 chelines. Por su bajo valor, la circulación de dinero metálico es prácticamente nula.
| Denominación | Emisión | Metal            | Metal            | Forma    | Diámetro (mm) | Espesor (mm) | Peso (g) | Canto    | Anverso | Reverso      |
| Denominación | Emisión | Anillo           | Centro           | Forma    | Diámetro (mm) | Espesor (mm) | Peso (g) | Canto    | Anverso | Reverso      |
| ------------ | ------- | ---------------- | ---------------- | -------- | ------------- | ------------ | -------- | -------- | --- | ------------ |
| 1 chelín     | 1994    | Aluminio         | Aluminio         | Circular | 20,50         | 1,45         | 1,07     | Estriado | Paloma somalí - año de acuñación                                                                                                 | Denominación |
| 5 chelines   | 2002    | Aluminio         | Aluminio         | Circular | 21,90         | 1,90         | 1,45     | Liso     | Primer diseño: retrato de Richard Francis Burton - Segundo diseño: Gallo - Tercer diseño: Elefantes - En todas: año de acuñación | Denominación |
| 10 chelines  | 2002    | Latón            | Latón            | Circular | 17,70         | 1,94         | 3,51     | Liso     | Cercopiteco verde - año de acuñación                                                                                             | Denominación |
| 20 chelines  | 2005    | Acero inoxidable | Acero inoxidable | Circular | 21,80         | 1,60         | 3,87     | Liso     | Galgo inglés - año de acuñación                                                                                                  | Denominación |

## Billetes
Se emitieron billetes de 5, 10, 20, 50, 100, 500, 1000 y 5000 chelines, fechados entre 1994 y 2011. Aunque actualmente es poco frecuente encontrar denominaciones inferiores a 100 chelines circulando.
| Primera serie | Primera serie | Primera serie                              | Primera serie      | Primera serie                                                                                             | Primera serie                                                      | Primera serie                                  |
| Imagen        | Denominación  | Dimensiones                                | Color predominante | Descripción                                                                                               | Descripción                                                        | Fecha de emisión                               |
| Imagen        | Denominación  | Dimensiones                                | Color predominante | Anverso                                                                                                   | Reverso                                                            | Fecha de emisión                               |
| ------------- | ------------- | ------------------------------------------ | ------------------ | --- | ------------------------------------------------------------------ | ---------------------------------------------- |
|               | 5 chelines    | 120 × 53 mm                                | Verde              | Casa histórica "Goodirka" (Anteriormente funcionó como Parlamento. Actualmente es la Corte Suprema), kudu | Dos nómades con tres camellos, paisaje montañoso de Naasa-Hablood. | 1994                                           |
|               | 10 chelines   | 120 × 53 mm                                | Púrpura            | Casa histórica "Goodirka" (Anteriormente funcionó como Parlamento. Actualmente es la Corte Suprema), kudu | Dos nómades con tres camellos, paisaje montañoso de Naasa-Hablood. | 1994, 1996                                     |
|               | 20 chelines   | 120 × 53 mm                                | Marrón             | Casa histórica "Goodirka" (Anteriormente funcionó como Parlamento. Actualmente es la Corte Suprema), kudu | Dos nómades con tres camellos, paisaje montañoso de Naasa-Hablood. | 1994, 1996                                     |
|               | 50 chelines   | 120 × 53 mm                                | Azul               | Casa histórica "Goodirka" (Anteriormente funcionó como Parlamento. Actualmente es la Corte Suprema), kudu | Dos nómades con tres camellos, paisaje montañoso de Naasa-Hablood. | 1994                                           |
|               | 50 chelines   | 130 × 58 o 130 × 57 mm (distintas fuentes) | Azul               | Casa histórica "Goodirka" (Anteriormente funcionó como Parlamento. Actualmente es la Corte Suprema), kudu | Dos nómades con tres camellos, paisaje montañoso de Naasa-Hablood. | 1996, 1999                                     |
|               | 100 chelines  | 135 × 62 mm                                | Verde caqui        | Fachada del Banco Central de Somalilandia en Hargeisa                                                     | Puerto de Berbera y manada de cabras somalíes y sus chivos         | 1994, 1996, 1999, 2002, 2005, 2006, 2008, 2011 |
|               | 500 chelines  | 145 × 66 mm                                | Azul               | Fachada del Banco Central de Somalilandia en Hargeisa                                                     | Puerto de Berbera y manada de cabras somalíes y sus chivos         | 1994, 1996, 1999, 2002, 2005, 2006, 2008, 2011 |
|               | 1000 chelines | 145 × 66 mm                                | Rojo               | Fachada del Banco Central de Somalilandia en Hargeisa                                                     | Puerto de Berbera y manada de cabras somalíes y sus chivos         | 2011, 2012, 2014, 2015                         |
|               | 5000 chelines | 145 × 66 mm                                | Green              | Fachada del Banco Central de Somalilandia en Hargeisa                                                     | Tres camellos y tres cabras forrajeando.                           | 2011, 2012, 2015                               |

Emisión conmemorativa por los 5 años de independencia (1996)
En el año 1996, varios billetes fueron sobreimpresos con la frase "5th Anniversary of Independence 18 May 1996 Sanad Gurada 5ee Gobanimadda 18 May 1996" en letras doradas o "Sanad Gurada 5ee Gobanimadda 18 May 1996" en letras plateadas con motivo de celebrar los cinco años de la independencia de Somalilandia. Sin embargo, no se ha podido precisar si estos billetes fueron resellados por las autoridades somalilandesas o por comerciantes numismáticos.

## Mercado de cambios

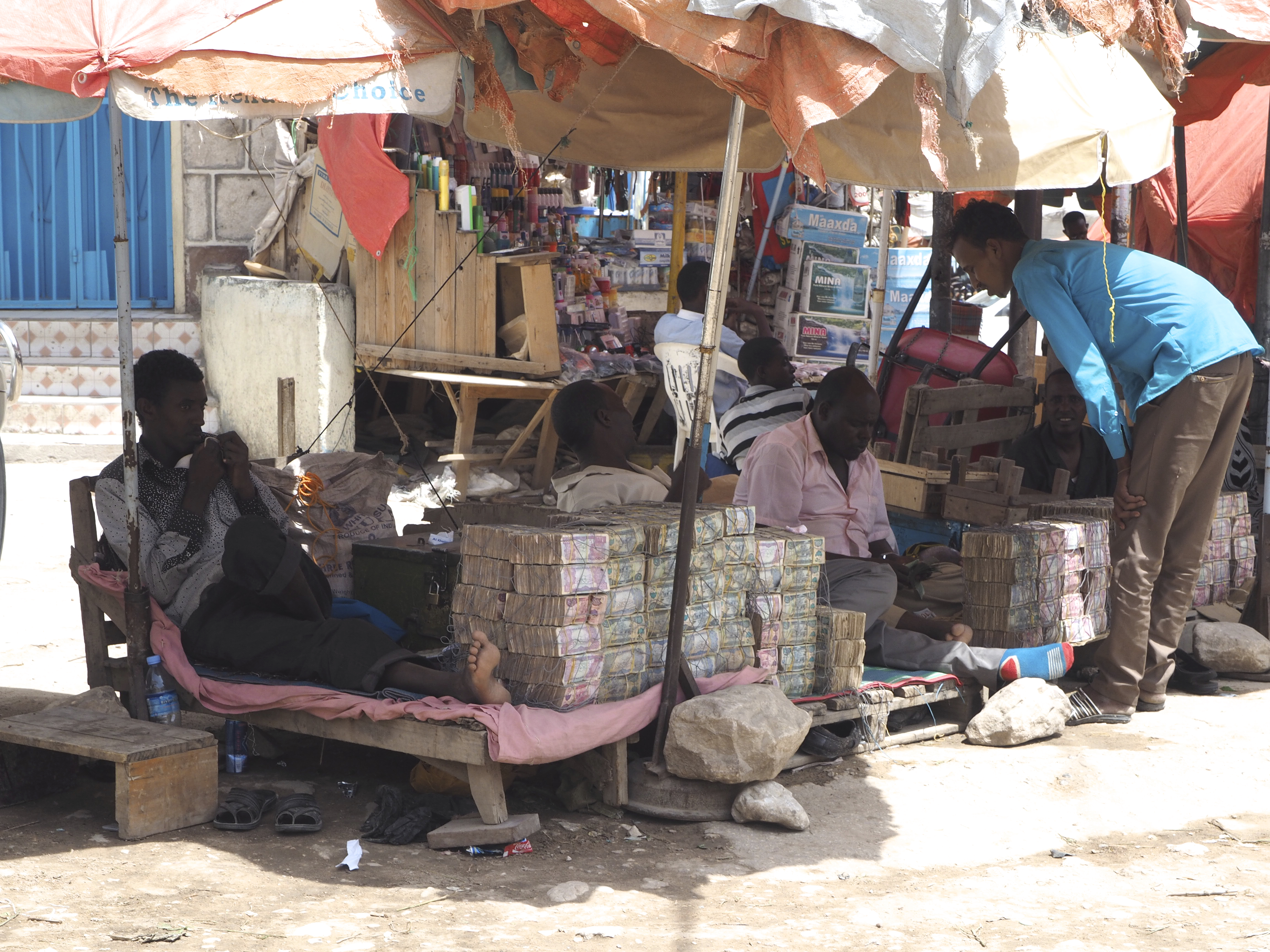
Cambistas en las calles de Hargeisa.

El Banco Central provee servicios cambiarios para varias monedas a tipo de cambio oficial, pero la mayoría de la gente tiende a realizar intercambios en el mercado paralelo, a una tasa no oficial mayor, provisto por agentes Hawala y cambistas callejeros de las principales ciudades.
Hacia diciembre de 2008, el tipo de cambio oficial era de 7500 chelines por 1 dólar estadounidense. Para julio de 2018, el tipo de cambio paralelo ascendía a 10000 chelines por dólar, mientras que el oficial es de 8450 por cada unidad de la moneda estadounidense.